# Какатоїс
Какатоїс (Calyptorhynchus) — рід папугоподібних птахів родини какадових (Cacatuidae). Містить 5 видів.

## Поширення
Всі види какатоїсів є ендеміками Австралії. Живуть у тропічних дощових лісах.

## Види
- Какатоїс червонохвостий (Calyptorhynchus banksii)
- Какатоїс буроголовий (Calyptorhynchus lathami)
- Какатоїс жовтохвостий (Calyptorhynchus funereus)
- Какатоїс евкаліптовий (Calyptorhynchus latirostris)
- Какатоїс білохвостий (Calyptorhynchus baudinii)